# Zbigniew Otremba
Zbigniew Otremba (ur. 26 listopada 1932 w Grudziądzu) – polski działacz społeczno-kulturalny, autor książek na temat historii Grudziądza i okolic, działacz sportowy.
Absolwent Wyższej Szkoły Inżynierskiej w Bydgoszczy. W latach 1981–1984 przewodniczący Miejskiej Rady Narodowej w Grudziądzu. Obecnie jest przewodniczącym kilku lokalnych społecznych komitetów (m.in. Komitetu Budowy Pomnika Bronisława Malinowskiego w Grudziądzu). Był długoletnim prezesem grudziądzkiego oddziału Polskiego Towarzystwa Numizmatycznego. Członek licznych towarzystw społeczno-kulturalnych.
Do 1999 roku był członkiem zarządu Grudziądzkiego Towarzystwa Kultury.

## Publikacje
- Medale Grudziądzkie (1998)
- Grudziądz – kronika dziejów miasta (1999)
- Kronika powiatu grudziądzkiego (2001)
- Miejscowości powiatu grudziądzkiego (2002)
- Z Grudziądza nad Anglię (współautor, 2003)
- Piłsudski w Grudziądzu (2005)
- Grudziądz – kronika miasta (2007)